# Konstanz (Schiff, 1925)
Die Konstanz ist ein kleines Eindeck-Passagierschiff der Schweizerischen Schifffahrtsgesellschaft Untersee und Rhein (URh), das im Ausflugs- und Charterverkehr auf dem westlichen Bodensee zwischen Kreuzlingen, Konstanz und dem Heimathafen Schaffhausen eingesetzt wird.

## Geschichte
Seit dem 2. Juli 1925 ist die Konstanz ununterbrochen in Betrieb. Sie ist das älteste Dieselmotorschiff auf dem Bodensee, das zweitkleinste von 33 Schiffen der Vereinigten Schifffahrtsunternehmen für den Bodensee und Rhein (VSU) und eines von insgesamt elf Schiffen nach 1840 mit dem Namen (Stadt) Konstanz, der größten Stadt am Bodensee. Bis in die 1950er Jahre war sie primär im Kursverkehr auf dem Untersee eingesetzt, nach 1960 fast nur noch für Gesellschaftsfahrten. Seit 2005 steht sie unter Denkmalschutz.
Die Konstanz wurde als Baunummer 223 von der Bodan-Werft in Kressbronn gebaut. Die Schale aus Stahl wurde von der Werft Theodor Hitzler Regensburg bezogen, wie Werftunterlagen beim Donau-Schiffahrts-Museum Regensburg belegen. In der Werftliste der Niederlassung der bekannten Hitzler Werft, Lauenburg/Elbe, ist vermerkt, dass die (Stahlschale der) Konstanz bei Hitzler Regensburg gebaut und „zerlegt, verladen, am Bodensee montiert“ worden ist.
Die Konstanz wurde für den Motorboot-Betrieb der Stadt Konstanz gebaut, aber noch vor der Indienststellung 1925 an die damalige Schweizerische Dampfbootgesellschaft für den Untersee und Rhein, der späteren URh, vermietet. 1936 beteiligte sich die Stadt Konstanz an der URh und brachte die Konstanz als Geschäftsanteil ein. Seitdem ist ihr Heimathafen Schaffhausen. Bei Umbauten 1946/1947, 1960/1961 und nach einem Unfall 1984 wurde das Aussehen etwas verändert, die Leistung gesteigert und die Mannschaftsstärke halbiert. Die Tragkraft reduzierte sich von ursprünglich 140 Personen im öffentlichen Personennahverkehr auf jetzt noch 60 Personen im Ausflugsverkehr, weil das Schiff wesentlich komfortabler wurde. Das von der Bevölkerung „Konstanzerli“ genannte, gepflegte Traditionsschiff legte bis Ende 2013 genau 643’891 Fahrkilometer zurück. Es wird noch an etwa 35 Tagen im Jahr für Ausflugs- und Charterfahrten eingesetzt. In der Saison 2018 wurde die Konstanz auch als Schiffshotel mit einem Doppelzimmer vermarktet. Es war dazu festgemacht im Hafen von Schaffhausen.